# Ernest Pischinger

Proces Solvaya realizowany w Borku Fałęckim i w Mątwach

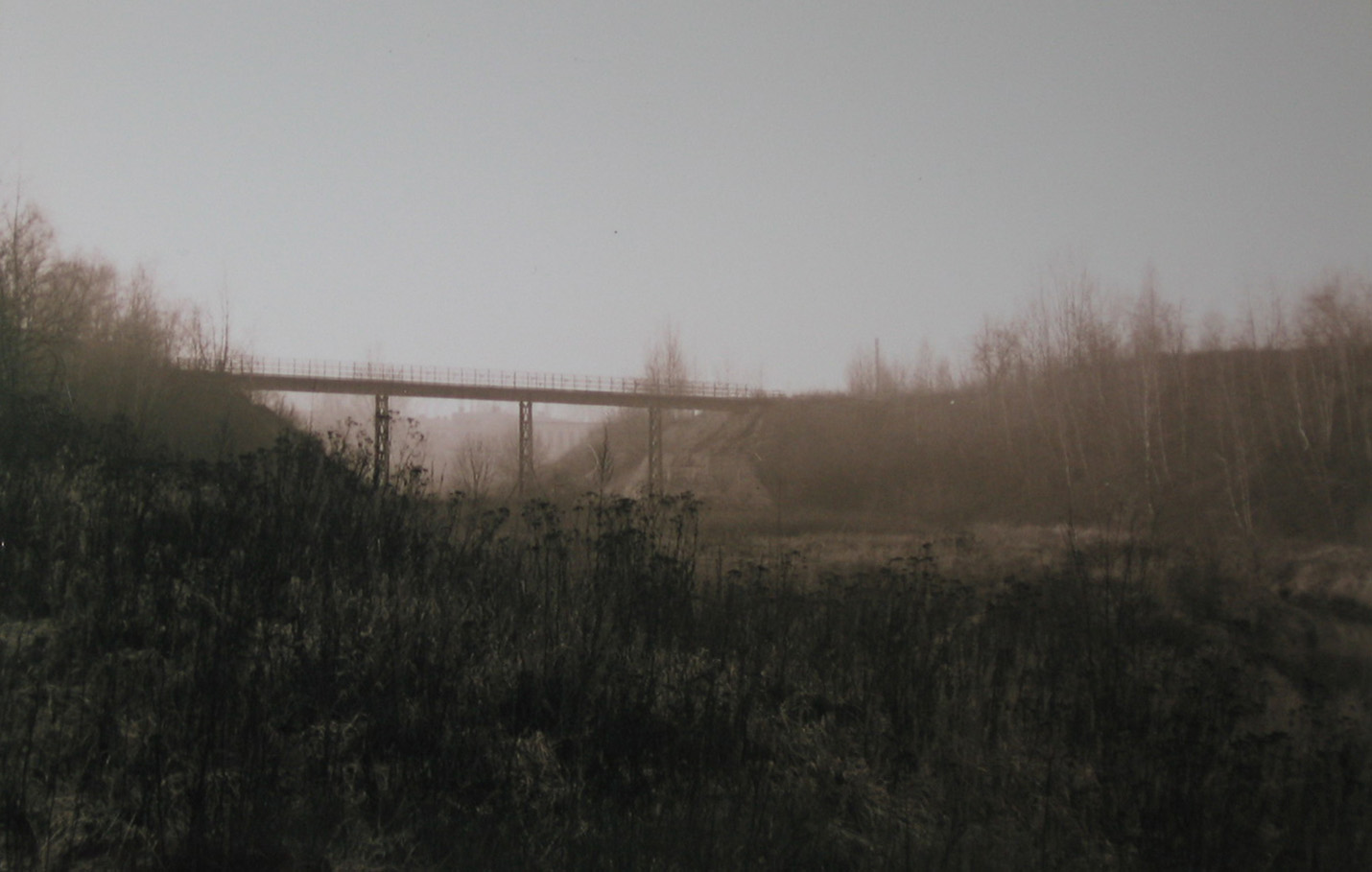
Most Na Wildze, rejon byłych Osadników Sodowych Solvay w Borku Fałęckim

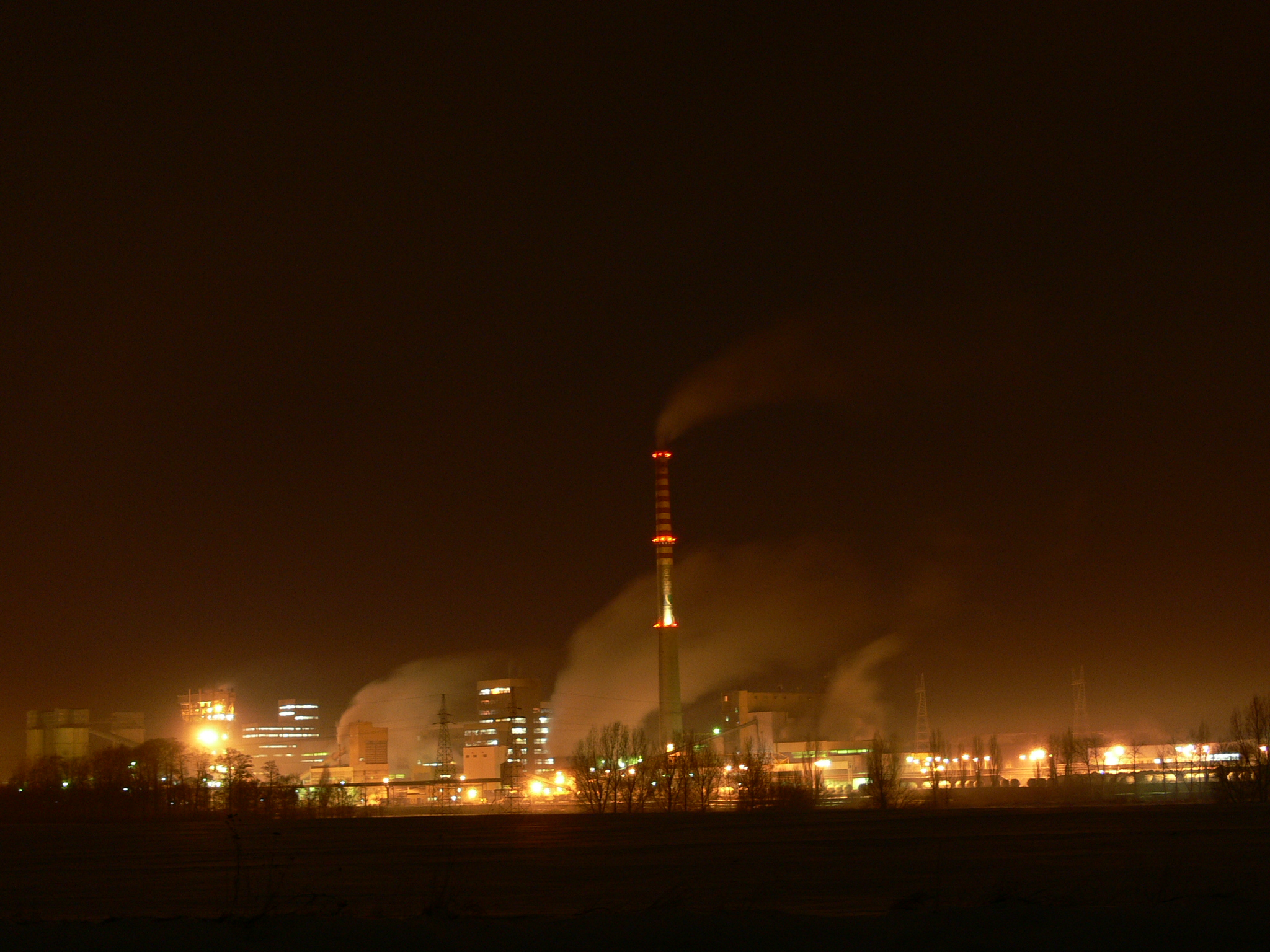
Inowrocławskie Zakłady Chemiczne „Soda Mątwy” S.A.

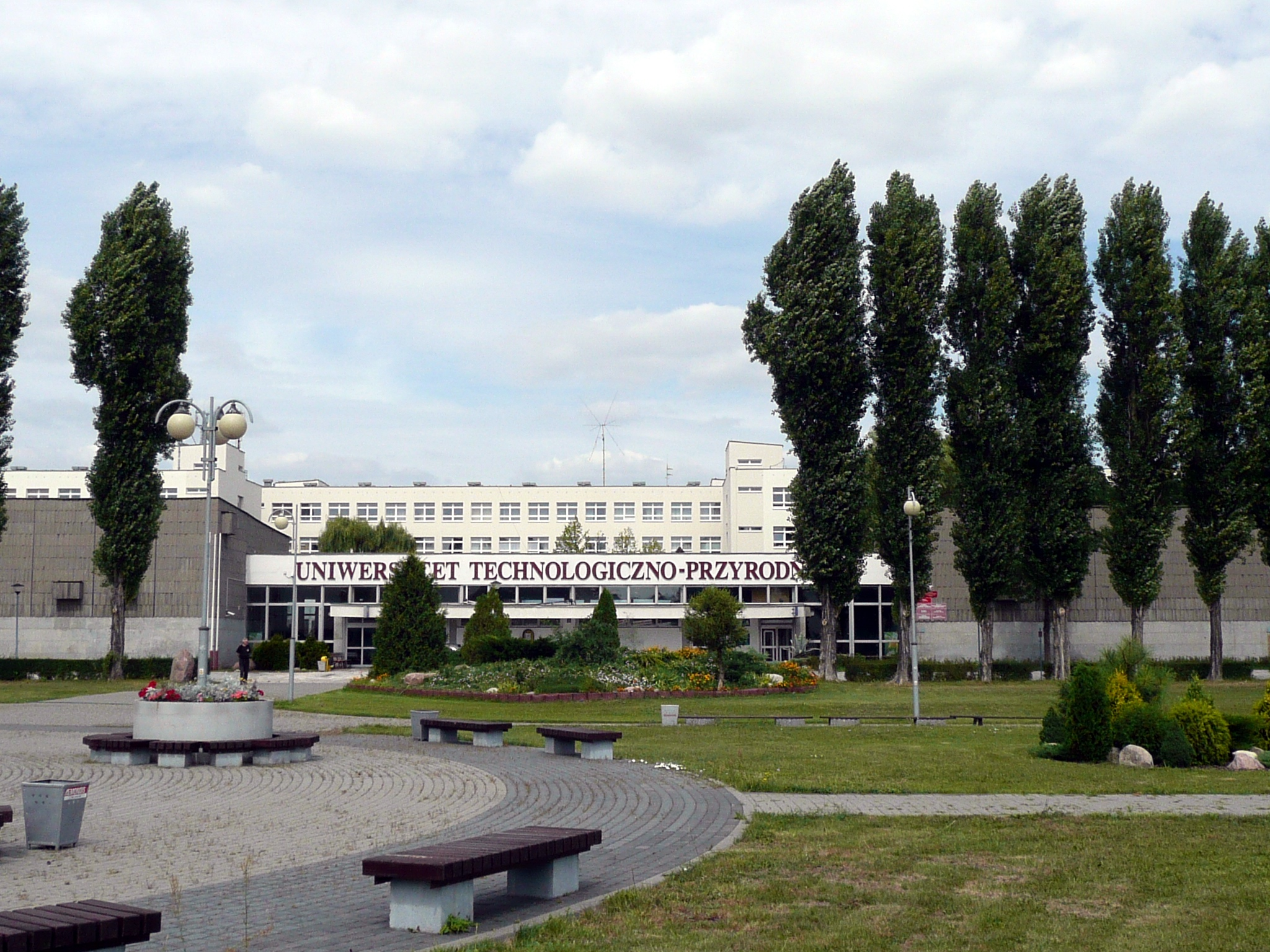
Budynek główny Uniwersytetu Technologiczno-Przyrodniczego im. Jana i Jędrzeja Śniadeckich przy ul. ks. Kordeckiego

Ernest Juliusz Pischinger (ur. 31 lipca 1905 w Wiedniu, zm. 22 marca 1980 w Poznaniu) – twórca Wyższej Szkoły Inżynierskiej w Bydgoszczy, chemik-technolog specjalizujący się w technologii sody, przełożony Karola Wojtyły w czasie pracy w Zakładach Sodowych w Borku Fałęckim, poseł na Sejm PRL III kadencji. Budowniczy Polski Ludowej.

## Życiorys

### Okres przed wybuchem II wojny światowej
Urodził się 31 lipca 1905 w Wiedniu, w rodzinie polsko-austriackiej. Był synem Ernesta (zm. 1952), urzędnika kolejowego i Melanii z Haraschinów (1880–1915). Miał braci Stanisława (1903–1985), księgowego i Pawła, oficera zawodowego lotnictwa. Do szkoły powszechnej uczęszczał w Krakowie, a od 1914, po służbowym przeniesieniu ojca, w Wiedniu. Tu też rozpoczął naukę w gimnazjum klasycznym. Po repatriowaniu do Polski naukę kontynuował w III Państwowym Gimnazjum Klasycznym w Krakowie.
W latach 1924–1928 studiował chemię na Wydziale Filozoficznym Uniwersytetu Jagiellońskiego (Oddział Matematyczno-Przyrodniczy). Po studiach (w okresie 1928–1932) wykonywał, w Zakładzie Chemii Rolnej UJ, pracę doktorską pt. O rozpuszczalności związków fosforowych mąki konopnej i o związku kwasu fitynowego przez białka w niej zawarte. W tym też roku otrzymał patent na metodę otrzymywania fityny.
W kolejnych latach pracował w Zakładach Solvay w Grodźcu (1932–1934) jako szef laboratorium i w Zakładach Sodowych Solvay w Mątwach (1934–1939), produkujących węglan sodu (sodę amoniakalną) metodą Solvaya.

### Okres 1939–1945
W czasie wojny obronnej w 1939 służył w dywizji gen. Franciszka Kleeberga. W końcu 1939 został aresztowany przez Ordnungspolizei i osadzony w obozie przejściowym w Dąbiu. W następnych latach pracował w Zakładach Sodowych Solvay w Krakowie, będąc kolejno szefem laboratorium i szefem Oddziału Sody Kaustycznej. W oczyszczalni wody do kotłowni pracował wówczas fizycznie Karol Wojtyła, wykonujący zlecane przez niego zadania. Wspomnienia Karola Wojtyły i jego współpracowników z Solvaya przytacza ks. Adam Boniecki w Kalendarium życia Karola Wojtyły. Gdy Karol Wojtyła został głową Kościoła, nie zapomniał o „swoim patronie” z Solvaya – „…zawsze pamiętał o życzeniach dla nas na Wielkanoc, czy Boże Narodzenie. Wiele z nich pisał własnoręcznie” – wspomina Urszula Łempicka, córka Ernesta Pischingera.
W 1944 rozpoczął prowadzenie wykładów z chemii organicznej na tajnym Wydziale Farmaceutycznym UJ.

### Okres powojenny
W latach 1945–1950 był dyrektorem Zakładów Sodowych w Mątwach i Kopalni Soli „Solno” w Inowrocławiu. Ze stanowiska tego zrezygnował w związku z powołaniem go w 1948 na stanowisko zastępcy profesora i kierownika Katedry Chemii Technologicznej (później Technologii Chemicznej) na Wydziale Matematyczno-Przyrodniczym Uniwersytetu Mikołaja Kopernika w Toruniu. Zatrzymał jednak funkcję rzeczoznawcy w przemyśle chemicznym.
W 1951 rozpoczął organizację Wieczorowej Szkoły Inżynierskiej w Bydgoszczy. Funkcję jej rektora (później Wyższej Szkoły Inżynierskiej) pełnił przez 16 lat (1951–1967). W tej uczelni uzyskał nominację na docenta (1954), tytuł profesora nadzwyczajnego (1958) i profesora zwyczajnego (1966).
Uczelnia powstawała od podstaw, początkowo bez własnej bazy lokalowej i wyposażenia laboratoriów oraz własnej kadry naukowej. Tworzyła ja grupa pracowników przemysłu, Uniwersytetu Mikołaja Kopernika i Technikum Mechaniczno-Elektrycznego w Bydgoszczy. W pierwszej kolejności uruchomiono dwa wydziały:
- mechaniczny, z siedzibą w Bydgoszczy, w budynku Technikum,
- chemiczny, w Mątwach koło Inowrocławia (przy Zakładach Sodowych) i w Bydgoszczy-Łęgnowie (przy Zakładach Chemicznych „ERG”).

Tadeusz Wysocki – jeden z pierwszych pracowników i organizatorów WSI, wspominał:

Udałem się na ul. Zygmunta Augusta, bo tam właśnie w gmachu Technikum Mechaniczno-Elektrycznego mieścił się rektorat szkoły. Na zamkniętych drzwiach jednej z sal szkolnych znalazłem kartkę zawiadamiającą, że jutro o godzinie 17-tej będzie można zastać rektora. Przyszedłem następnego dnia. (...) Na korytarzu przyjął mnie pan około pięćdziesiątki, wzrostu raczej niewysokiego, ubrany w brązową, wymiętą marynarkę welwetową. Taka była wówczas moda, by wyglądać na robotnika. Był to rektor Pischinger, chemik z toruńskiego uniwersytetu. Bardzo grzecznie przeprosił, że przyjmuje mnie na korytarzu, bo nie ma jeszcze gabinetu.

Opisując nową szkołę wyższą, pisał:

(…) miała tylko jedną salę szkolną, której całe umeblowanie stanowiło jedno biurko i kilka krzeseł, wszystko wypożyczone. W tej sali mieścił się gabinet rektora, sekretariat uczelni, sekretariat Wydziału Mechanicznego, gabinet dziekana, magazyn i zaczątek biblioteki. Jednocześnie pełniła funkcję sali posiedzeń i narad. Jak ironicznie mówił rektor Pischinger, urzędował on «na skrzynce po mydle».

Dzięki staraniom rektora Ernesta Pischingera i wiceprzewodniczącego Wojewódzkiej Rady Narodowej Aleksandra Schmidta, w 1954 uczelnia otrzymała cały budynek (ul. Olszewskiego 20). Opracowano szczegółowy program rozwoju, w tym przekształcenia szkoły wieczorowej w uczelnię stacjonarną. Program udało się zrealizować po kolejnych latach starań. W 1964 Wieczorowa Szkoła Inżynierska została przekształcona w Wyższą Szkołę Inżynierską, uprawnioną do przyznawania tytułu zawodowego inżyniera. We wrześniu 1967, po 16 latach intensywnej działalności na stanowisku rektora, Ernest Pischinger przekazał kierownictwo czterowydziałowej bydgoskiej uczelni swojemu następcy.
W 1971 rektor UMK powołał go na kierownika zespołu naukowo-badawczego: Chemia i technologia oczyszczania wód ścieków. Od 1970 był członkiem rady Instytutu Zabytkoznawstwa i Konserwatorstwa. We wrześniu 1975 przeszedł na emeryturę, lecz nadal udzielał się na uczelni.
Zmarł 22 marca 1980 w Poznaniu. Został pochowany 29 marca 1980 na cmentarzu Rakowickim w Krakowie (kwatera CC-płd-12).

### Działalność poza uczelnią
W 1957 był członkiem komitetu organizacyjnego Bydgoskiego Towarzystwa Naukowego, w latach 1957–1969 wiceprezesem Towarzystwa, a w latach 1959–1966 przewodniczącym Wydziału Nauk Technicznych BTN. Przez 10 lat przewodniczył Radzie Naukowej przy Prezydium WRN w Bydgoszczy.
Pełnił także szereg innych funkcji w organizacjach i instytucjach naukowych. Był przez 20 lat członkiem Rady Naukowej Instytutu Chemii Nieorganicznej w Gliwicach, członkiem redakcji w latach 1948–1975 „Chemii Stosowanej”, kwartalnika Komitetu Nauk Chemicznych Polskiej Akademii Nauk. Brał takie aktywny udział w pracach różnych komisji naukowo-doradczych powoływanych przez władze przemysłowe. Był członkiem, a w latach 1952–1953 prezesem toruńskiego oddziału Polskiego Towarzystwa Chemicznego oraz członkiem Towarzystwa Naukowego w Toruniu i Deutsche Chemische Gesellschaft. Należał do inicjatorów budowy miasteczka akademickiego w Toruniu. Był też współzałożycielem dwóch muzeów w Toruniu (Etnograficznego i Sztuki Dalekiego Wschodu).

### Działalność polityczna
Od 1947 był członkiem Polskiej Partii Robotniczej, z którą w 1948 przystąpił do Polskiej Zjednoczonej Partii Robotniczej. W 1961 został posłem na Sejm PRL z okręgu Toruń, zasiadał w Komisji Przemysłu Ciężkiego, Chemicznego i Górnictwa.

## Życie prywatne
Ernest Pischinger był żonaty z Izabellą Kornacką (1905–1988). Mieli jedną córkę Urszulę (ur. 1936).

## Dorobek pracy naukowo-dydaktycznej
Ernest Pischinger opracował lub uczestniczył w opracowaniu wielu publikacji dotyczących technologii chemicznej, a przede wszystkim technologii sody, zagospodarowania odpadów, ochrony wód. W 1953 r. opracował wieloletni narodowy plan prac badawczych w zakresie problematyki sodowej. Wydał m.in. publikacje:
- W. Grycza, S. Kamiński, S. Leszczyński, E. Pischinger: Technologia sody amoniakalnej, PWT, 1953.
- E. Pischinger i wsp., Technologia sody, 1958.
- T. Adamski, E. Pischinger, Technologia chemiczna nieorganiczna, PWN, 1965.
- E. Pischinger, M. Lango, Chemia techniczna, część II, Wyd. WSI, Bydgoszcz 1972.
- E. Pischinger, Praktyczne wskazówki dla obsługi suszarń sodowych[15].
- E. Pischinger, Badania zanieczyszczenia wód Noteci i Jeziora Pakoskiego, Wyd. Bydgoskie Towarzystwo Naukowe, 1962[16].

Pełnił funkcję promotora w 16 pracach dyplomowych (inżynierskich i magisterskich) i 12 pracach doktorskich; był opiekunem naukowym sześciu doktorów habilitowanych.

## Ordery i odznaczenia
- Order Budowniczych Polski Ludowej (1974)[17]
- Order Sztandaru Pracy II klasy (1964)
- Krzyż Kawalerski Orderu Odrodzenia Polski (1956)
- Srebrny Krzyż Zasługi (1938)[18]